# Sigmatineurum iao
Sigmatineurum iao är en tvåvingeart som beskrevs av Neal L. Evenhuis 1994. Sigmatineurum iao ingår i släktet Sigmatineurum och familjen styltflugor. Inga underarter finns listade i Catalogue of Life.